# Hifikepunye Pohamba
Hifikepunye Lucas Pohamba (Okanghudi, Ovamboland, 18 de agosto de 1935) é um político da Namíbia. Foi presidente do seu país de 2005 até 2015.

## Biografia
Pohamba foi o presidente de seu país entre 2005 e 2015,sendo o segundo presidente da historia, ganhando as eleições em 2004 e sendo reeleito em 2009.
É membro da South West Africa People's Organization (SWAPO), sendo o presidente de 2007 até 2015.